# Tio Carlos
Carlos Alberto Lavrado Cupello  conhecido como Tio Carlos é um político brasileiro, filiado ao SDD, animador cultural e empresário do ramo do entretenimento.Trabalhou como ajudante de caminhão, quitandeiro, faxineiro, feirante, catador de copos em um bar do Leblon, jornaleiro, palhaço em festas infantis e, por fim, animador cultural de badaladas festas e eventos no Rio.
Era, em abril de 2018, um dos sete deputados da legislatura 2015-2019 que nunca faltou a uma sessão na Alerj. são as ausências de seus pares.

## Biografia
Candidato a vereador pela cidade do Rio de Janeiro em 2008, foi eleito pelo Democratas com 25.382 votos, tendo exercido seu primeiro mandato entre os anos de 2009 e 2012, ano em que foi reeleito. Foi, na Câmara Municipal, líder do Democratas e do Solidariedade, do qual é membro desde setembro de 2013 e um de seus fundadores no Rio de Janeiro. Em 2010 foi candidato a deputado federal pelo DEM, tendo obtido pouco mais de 48 mil votos.
Na câmara municipal, votou favorável à lei 5.232/2011, que criou mais dez Conselhos Tutelares para a Cidade do Rio de Janeiro.
Elegeu-se deputado estadual no Rio de Janeiro em 2014 para o mandato 2015-2019, com 38.851 votos. Em 2017, teve aprovada uma lei de sua autoria (Lei n°7585/2017) que garante que os alunos do ensino fundamental das escolas públicas da rede estadual do Rio de Janeiro não poderão mais ser dispensados em caso de faltas eventuais de professores.
Em abril de 2015, em polêmica votação, foi um dos parlamentares a votar a favor da nomeação de Domingos Brazão para o Tribunal de Contas do Estado do Rio de Janeiro, nomeação esta muito criticada na época.
Após a morte de uma criança no Rio, deixada no interior do carro pela mãe, o deputado teve aprovado um projeto de lei de sua autoria que obriga estabelecimentos públicos e privados a alertar motoristas a não deixarem crianças trancadas dentro de veículos estacionados. Pelo texto, aprovado em segunda discussão, os estacionamentos deverão notificar os pais e responsáveis com avisos sonoros ou texto impresso no ticket. O projeto de lei prevê ainda que os estabelecimentos deverão publicar cartazes em locais visíveis sobre o assunto.
Em 17 de novembro de 2017, votou a favor da soltura dos deputados Jorge Picciani, Paulo Melo e Edson Albertassi, denunciados na Operação Cadeia Velha, acusados de integrar esquema criminoso que contava com a participação de agentes públicos dos poderes Executivo e do Legislativo, inclusive do Tribunal de Contas, e de grandes empresários da construção civil e do setor de transporte.
Na mesma legislatura, foi um dos autores do Projeto Emenda Constitucional n°47, que beneficia instituições de ensino superior porque garante recursos diretos do Tesouro estadual, os chamados duodécimos. UERJ, UENF e UEZO, universidades estaduais que vivem grave crise financeira, a partir dessa decisão passaram a ter maior autonomia para gerir seus recursos. A PEC foi aprovada por unanimidade no dia 21 de dezembro de 2017.
Nas eleições de 2018, Tio Carlos foi candidato a deputado federal pelo estado do Rio de Janeiro, no entanto não foi eleito para a 56ª legislatura (2019–2023) da Câmara dos Deputados do Brasil. No pleito, como candidato do Solidariedade (SD), Carlos obteve 24.959 votos, ficando inicialmente com a 3ª suplência da coligação PPS/PSDB/SD.

## Controvérsias

### Relatório sobre transações bancárias suspeitas
Em dezembro de 2018, veio à tona um relatório de 422 páginas do Conselho de Controle de Atividades Financeiras (Coaf) que havia sido anexado pelo Ministério Público Federal à investigação que origem à Operação Furna da Onça e que ganhou grande repercussão nacional por envolver um ex-assessor parlamentar de Flávio Bolsonaro, filho do presidente Jair Bolsonaro. O documento reúne informações a respeito de operações bancárias de 75 funcionários e ex-servidores da Assembleia Legislativa do Estado do Rio de Janeiro (Alerj) citadas em comunicados sobre transações financeiras suspeitas. As operações suspeitas, que envolvem pessoas que trabalham ou trabalharam em 20 gabinetes de deputados estaduais do Rio de Janeiro de diferentes matizes ideológicas, totalizam mais de R$ 207 milhões.
O relatório do Coaf apontou que funcionários do gabinete de Tio Carlos na Alerj movimentaram um total de R$ 4,3 milhões entre janeiro de 2016 e janeiro de 2017. O Ministério Público Federal, em nota, esclareceu que nem todas as movimentações atípicas citadas no documento seriam, necessariamente, ilícitas.